# Saint-Girod
Saint-Girod korábbi község (település) Franciaországban, Savoie megyében. 2016. január 1-jén Albens, Cessens, Épersy, Mognard és Saint-Germain-la-Chambotte községekkel egyesült és az így létrejött Entrelacs új község része lett.
Lakosainak száma 622 fő (2018. január 1.). Saint-Girod Mognard, Saint-Ours, Chainaz-les-Frasses, Saint-Félix és Albens községekkel határos.

## Népesség
A település népessége az elmúlt években az alábbi módon változott:
| Lakosok száma | 305  | 287  | 279  | 289  | 379  | 562  | 585  | 591  | 608  | 622  |
|               | 1962 | 1968 | 1975 | 1982 | 1990 | 2008 | 2013 | 2015 | 2017 | 2018 |